# پاپیگای
پاپیگای (روسی: Попигай) رودخانه‌ای در سرزمین کراسنویارسک, روسیه است. این رود شاخه سمت راست رود خاتانگا است. طول رودخانه پاپیگای ۵۳۲ کیلومتر و مساحت حوضه آبریز آن ۵۰۳۰۰ کیلومتر مربع است. این رودخانه از فلات آنابار سرچشمه می‌گیرد. آب پاپیگای در اکتبر یخ می‌زند و در ژوئن یخ‌های آن آب می‌شوند. شاخه‌های اصلی آن راسوخا و فومیچ هستند.
این رودخانه در ۹۰۰ کیلومتری شمال شرقی نوریلسک از کنار دهانه معروف پاپیگای می‌گذرد.